# 다문화 사랑
다문화 사랑은 EBS 1TV에서 2013년 8월 31일부터 2015년 2월 28일까지 방영된 한국교육방송공사의 텔레비전 프로그램이다.

## 정보
방송시간ː [TV] 본방: 수요일 20:20~20:50
재방: 토요일 15:20~15:50
전주재방: 월 25:00~25:30 
[EBSu]ː 
금요일 01:30~02:00